# Liealgebra
En liealgebra (namngiven efter Sophus Lie) är ett vektorrum tillsammans med en icke-associativ multiplikation kallad lieparentes (på engelska Lie bracket) som skrivs {\displaystyle [x,y]}. När en algebraisk produkt är definierad på vektorrummet, är lieparentesen kommutatorn {\displaystyle [x,\,y]=xy-yx}.
Liealgebrans största användningsområde är studiet av geometriska objekt såsom liegrupper och differentierbara mångfalder. Begreppet "liealgebra" infördes av Hermann Weyl under 1930-talet. I äldre texter används begreppet infinitesimal grupp.

## Definition
En liealgebra är en algebra över en kropp; den är ett vektorrum g över någon kropp K tillsammans med en binär operation [·, ·] : g × g → {\displaystyle {\mathfrak {g}}}, som kallas lieparentes, vilken uppfyller villkoren
(1)  Bilinjäritet:
{\displaystyle [ax+by,z]=a[x,z]+b[y,z],\quad [z,ax+by]=a[z,x]+b[z,y]}
för alla a, b {\displaystyle \in } K och alla x, y, z {\displaystyle \in {\mathfrak {g}}}.
(2)  För alla x {\displaystyle \in {\mathfrak {g}}} gäller:
{\displaystyle [x,\,x]=0}
(3)  Jacobi-identiteten:
{\displaystyle [x,\,[y,\,z]]+[y,\,[z,\,x]]+[z,\,[x,\,y]]=0}
för alla x, y, z {\displaystyle \in } g.
(4)  Antikommutativitet: 
Om bilinjäriteten används för att expandera lieparentesen {\displaystyle [x+y,\ x+y]} och med användande av villkor (2) går det att visa att {\displaystyle [x,\ y]+[y,\ x]=0} för alla element x, y i {\displaystyle {\mathfrak {g}}}, vilket implicerar  
{\displaystyle [x,y]=-[y,x]}
En liealgebra med villkor (2) utbytt mot antisymmetri kallas för en kvasiliealgebra. 
Observera också att multiplikationen som ges av lieparentesen inte i allmänhet är associativ, det vill säga, {\displaystyle [[x,\,y],\,z]} behöver inte vara lika med {\displaystyle [x,\,[y,\,z]]}. Därför är liealgebror inte ringar eller associativa ringar i den vanliga meningen.

## Exempel
Ett konkret exempel på en liealgebra är {\displaystyle \mathbb {R} ^{3}} med vektorprodukt som parentesoperation. Även algebran av n×n-matriser är en liealgebra med kommutatoroperationen {\displaystyle [A,B]=AB-BA} som parentesoperation. Mer allmänt gäller att varje associativ algebra blir en liealgebra under kommutatoroperationen.